# La mere
La mere este un film românesc din 1953 regizat de Manole Marcus și Iulian Mihu. Rolurile principale au fost interpretate de actorii Silvia Popovici, Sinișa Ivetici, Gheorghe Haucă. Filmul este o adaptare după o nuvelă de Anton Cehov.

## Prezentare
Andriușa și Aniuța sunt doi tineri țărani îndrăgostiți. Într-o zi, cei doi se decid să fure mere din grădina boierului Trifon Semionovici și sunt prinși de către acesta și de servitorul lui, Carp. Amenințându-i cu pedeapsa, boierul pune la încercare moralitatea celor doi tineri printr-o serie de jocuri psihologice.

## Distribuție
Distribuția filmului este alcătuită din:
- Nicolae Praida — Andriușa
- Silvia Popovici — Aniuța
- Sinișa Ivetici — Trifon Semionovici
- Gheorghe Haucă — Carp